# 合巻
合巻（ごうかん）は、寛文期以降江戸で出版された草双紙類のうち、1807年（文化4年）頃に始まった最終形態。それまで5枚（5丁）1冊に別々に綴じていたのを、5巻1冊にして綴じたもの。19世紀末期まで続いた。

## 歴史
赤本・黒本・青本・黄表紙と時代を下った草双紙（挿画入り娯楽本）の最終様式で、江戸後期から流行して明治に至った、初級読者対象の中型本（美濃紙半截二つ折り）絵画小説。古典を下敷きに、洒落・滑稽・諧謔を交えて風俗・世相を諷刺的に描き綴って売れていた黄表紙類が、松平定信の寛政の改革期に相次いで発禁にされ、黄表紙界に仇討ちものを中心にした長編化の傾向が生じ、従来の5丁単位の「巻」を「合」わせて5巻1冊にする工夫が為され、「合巻」と呼ばれるようになった。その内容は、読者の好みと世相の変遷に従って、仇討・お家騒動・古典の翻案・歌舞伎・教訓・変態・猟奇などに変遷した。
1804年（文化元年）の、春水亭元好作・歌川豊国画『東海道松之白浪』が、表紙に『全部十冊合巻』とうたっている。1806年の式亭三馬の『雷太郎強悪物語』が合巻の始まりとの説は、三馬の自己宣伝に発すると言う。研究上は、5巻1冊が複数巻1冊に移行し始め、「全新合巻」などの語が現れる文化4年を合巻の始まりとする。
作者には、山東京伝、十返舎一九、曲亭馬琴、山東京山、式亭三馬、柳亭種彦、為永春水、一筆庵主人、墨川亭雪麿、笠亭仙果、らがいた。絵師には、北尾重政、歌川豊国、勝川春扇、葛飾北嵩、二代目歌川豊国、歌川国貞、渓斎英泉、歌川国直、歌川国安、歌川貞秀、貞斎泉晁、歌川貞重、四代目歌川豊国、落合芳幾、らがいた。
合巻の装丁は摺付表紙という美麗な装丁だったが、水野忠邦の天保の改革（1841-1843年）で華美が禁じられたことにより、いったんは衰退。改革後に再び美麗な装丁が復活するが、合巻の中心作者だった為永春水と柳亭種彦は没しており、作者・作品のレベルの低下は免れなかった。やがて明治に入り、大衆向けの新聞小説の影響を受けて消滅した。
ただし、明治期に入って即座に合巻が消滅したわけではなく、高木元によれば、明治期には「近世期合巻の後印本」「近世期長期合巻の続編」「明治出来の合巻」「明治期草双紙」の4種類が流通していたという。また、明治期に「東京式合巻」が存在したとする主張があったが、現在は否定されている

## 主な合巻とその厚さ
主な合巻を、年を下る順序に列記する。各行末の括弧内の、例えば（50×2）とは、50ページ（25丁）ずつ綴じた2冊、計100ページ、の意である。表紙・裏表紙・口絵・広告などは、数えていない。
- 春水亭元好作、歌川豊国 画：『東海道松之白浪』、永寿堂 (1804)（50×2）
- 式亭三馬、歌川豊国画：『雷太郎強悪物語』、西村新六 (1806)（50×2）
- 山東京伝作、歌川豊国画：『糸車九尾狐』、永寿堂 (1808)（30×3）
- 山東京伝作、歌川豊国画：『岩井櫛粂野仇討』、永寿堂 (1808)（30+40）
- 山東京伝作、歌川豊国画：『累井筒紅葉打敷』、耕書堂 (1809)（80×1）
- 山東京伝作、歌川豊国画：『志道軒往古講釈』、(1809)（60×1）
- 山東京伝作、歌川豊国画：『男草履打』、甘泉堂 (1811)（30×2）
- 山東京伝作、勝川春扇画：『暁傘時雨古手屋』、耕書堂 (1811)（60×1）
- 柳亭種彦作、葛飾北嵩画：『鱸庖丁青砥切味』、永寿堂 (1811)（70×1）
- 山東京伝作、歌川国貞画：『薄雲猫旧話』、岩戸屋 (1812)（60×2）
- 山東京伝作、歌川豊国画：『娘清玄振袖日記』、永寿堂 (1815)（60×1）
- 柳亭種彦作、歌川国貞画：『正本製 初編 - 12編』、永寿堂 (1815 - 1831)（編により80×1、60×1、40×1）
- 山東京伝作、歌川豊国画：『琴声美人伝』、丸屋甚八 (1816)（60×1）

山東京伝没 (1816)
- 山東京伝作、歌川国貞画：『長髦姿蛇柳』、東永堂 (1817)（30×1）
- 十返舎一九作、歌川国直画：『糠三合有卦入聟』、鶴屋喜右衛門 (1820)（20×1）
- 十返舎一九作、歌川国直画：『御あつらへ出来合女房』、鶴屋喜右衛門 (1820)（20×1）

北尾重政没 (1820)
- 為永春水作、歌川国直画：『総角結紫総糸』(1822)（50×1）

式亭三馬没 (1822)
- 曲亭馬琴作、歌川豊国画：『諸時雨紅葉合傘』、甘泉堂 (1823)（50×1）
- 幽月庵元越作、十返舎一九校合、北尾美丸画：『附祭踊子新書』、伊藤与兵衛 (1823)（50×1）
- 曲亭馬琴作、歌川豊国画：『膏油橋河原祭文』、仙鶴堂 (1823)（30×2）
- 曲亭馬琴作、渓斎英泉画：『金毘羅舩利生纜』、和泉屋市兵衛 (1824)（30×2）
- 曲亭馬琴作、二代目歌川豊国（初編）・歌川国安（2編以降）画：『傾城水滸伝 初編 - 13編上』、仙鶴堂 (1825 - 1835)。（編により、20×1か40×1）

歌川豊国没 (1825)
- 為永春水作、春川英笑画：『腹内窺機関』、永寿堂 (1826)（20×1）
- 為永春水作、歌川国丸画：『浦島太郎珠家土産』、青林堂 (1828)（80×1）
- 為永春水作、歌川国丸画：『風俗女西遊記』、青林堂 (1828)（60×1）
- 柳亭種彦作、歌川国貞画：『偐紫田舎源氏初編 - 38編（未完）』、仙鶴堂 (1829 - 1842)（各編とも、80×1）
- 西来居未仏作、歌川国兼画：『忠臣合鏡 前 後編』、森屋治兵衛 (1829)（30×2）
- 為永春水作、春川英笑画：『愚智太郎懲悪伝』、(1829)（60×1）
- 為永春水作、渓斎英泉画：『繋馬七勇婦伝』、(1829)（50×2）
- 曲亭馬琴作、歌川国安画：『新編金瓶梅 1 - 10集』、甘泉堂 (1831 - 1847)（各集とも、80×1）

十返舎一九没：1831、歌川国安没：1832
- 歌川雪麿作、貞斎泉晁画：『宇治拾遺煎茶友』、喜鶴堂 (1834)（60×1）
- 柳亭種彦作、歌川国貞画：『邯鄲諸国物語 1 - 8編』、栄久堂 (1834 - 1841)（編により、20×1、40×1、60×1）
- 墨川亭雪麿作、渓斎英泉画：『洗鹿子紫江戸染』、(1835)（60×1）
- 為永春水作、歌川貞秀画：『笠松峠薊花恋苧車』、(1835)（40×1）

二代目歌川豊国没 (1835)
- 山東京山作、歌川国貞画：『廓花勝山話』、福川堂 (1840)（30×1）

水野忠邦の天保の改革（1841 - 1843年）
- 美濃屋甚三郎（初 -5編）・楓川市隠（6編）・柳下亭種員（13 - 39、41編）・柳水亭種清（37 - 40、42編）作、歌川国貞（初 - 15編）・一雄斎国輝（16 - 28編）・一竜斎国盛（29 -31編）・一寿斎国貞（32 - 35、42編）・一勇斎国芳（36 - 38編）・一恵斎芳幾（38 - 41編）画：『児雷也豪傑譚』、甘泉堂 (1841 - 1865)（各編とも80×1）

為永春水没 (1841)、柳亭種彦没 (1842)
- 一筆庵主人作、渓斎英泉画：『心学教訓誰身の小槌』、(1844)（40×1）
- 一筆庵主人作、渓斎英泉画『絵本二十四孝』、(1844)（20×1）
- 万亭応賀作、渓斎英泉画：『忠臣国性爺将棋合戦』、(1844)（40×1）
- 万亭応賀作、渓斎英泉画：『教訓浮世眼鏡』、(1844)（60×1）
- 墨川亭雪麿作、渓斎英泉画：『紅粉絵売昔風俗』、(1845)（60×1）
- 半俗退士作、渓斎英泉画：『拍掌奇譚品玉匣』、(1845)（60×1）